# Откровение Иоанна Богослова, 11

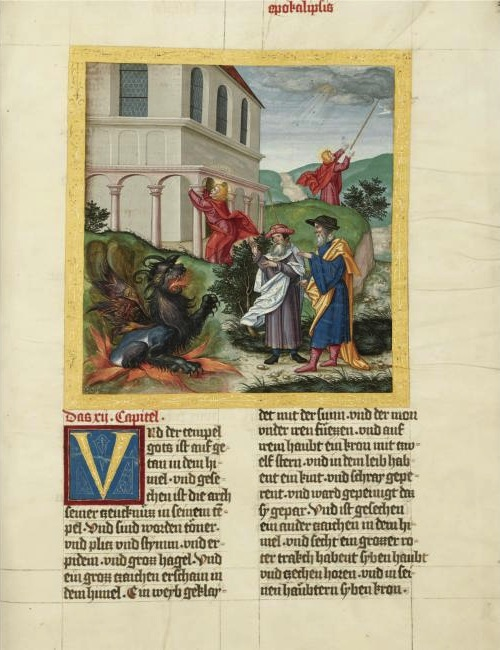

Откровение Иоанна Богослова, Глава 11 — одиннадцатая глава Книги Апокалипсиса (11:1—19), в которой Иоанн измеряет Храм, звучит пророчество Двух свидетелей Божиих, а потом ангел трубит в Седьмую трубу. События до этого были промежутком между звучанием 6-й и 7-й труб.

## Структура
- Измерение Храма Божьего Иоанном (1-2)
- Пророчествование Двух свидетелей Божиих (3-12)
  - Проповедь Двух свидетелей (3-6)
  - Гибель (7-10)
  - Воскрешение и вознесение (11-14)
- Великое землетрясение (13-14)
- Седьмая труба: наступление Царства Господа и Христа Его (15-19)

## Содержание
Иоанну дают трость, похожую на землемерный шест, и приказывают измерить Храм Божий и жертвенник, и сосчитать количество поклоняющихся. При этом внешний двор храма приказано исключить, так как он отдан язычникам, которым суждено попирать святой город 42 месяца.
Далее звучит пророчество о Двух свидетелях Божиих, которым суждено проповедовать 1260 дней. Каждый, кто захочет их обидеть, будет убит. По прошествии их миссии выйдет Зверь из бездны и убьет их. Трупы свидетелей будут валяться на улице три с половиной дня, и язычники будут этому радоваться и глумиться над ними, потому что пророки их мучили своими словами. Но после трех с половиной дней пророки воскреснут, и будут вознесены на облаке в небо. В этот же час будет великое землетрясение, при котором обрушится десятая часть города и погибнет 7 тыс. человек, оставшиеся раскаиваются и обращаются к Богу.
Трубит Седьмой ангел, после чего провозглашается наступление Царства Господа. Старцы Апокалипсиса падают ниц перед Богом и говорят, что пришло время судить мертвых и дать возмездие.
На небесах открывается Храм Божий и появляется Ковчег Завета в храме, на фоне молний, землетрясений и града.

### Упомянуты
- Храм Божий
- Два свидетеля Божиих (Илия и Енох/Моисей)
- Бездна
- Зверь из Бездны
- Время, времена и полвремени
- Семь труб Апокалипсиса
- Ковчег Завета

## Толкование
О. Александр Мень говорит, что эта глава — одна из наиболее трудных для толкования, другие комментаторы также пишут, что это одновременно и самая трудная и самая важная глава Откровения.
Иоанн, съевший книгу в прошлой главе и усвоивший весть Божию, теперь излагает увиденное, и он так уверен в ходе событий, что начиная с 11 стиха этой главы меняет время действия глагольных форм и начинает говорить о будущих событиях как об уже прошедших.

### Измерение Храма
Слово «трость» означает иудейскую единицу измерения, равную шести локтя или 2,7 метра. Приказ Иоанну измерить Храм связан с фрагментами из Иезекииля (Иез 40,3), Захарии (Зах 2,1-2) и Амоса (7,7-9); этот символ обозначал близкий конец Храма, так как Бог измерял его, чтобы разрушить. Таким образом был измерен Иерусалимский Храм перед своим падением. Одновременно это надежда на будущее, поскольку сохранение точных мерок здания позволит его позже сохранить. То есть повеление имеет два смысла — гибель Храма и его возрождение.
Этот образ, по мнению толкователей, может относиться к разным историческим событиям. Одни считают, что речь шла об Иудейской войне, когда Иерусалимский Храм уже был на грани падения. Но по мнению большинства, ко времени написания «Книги Откровения» Храм уже был разрушен (Храм Ирода пал в 70 г. н. э.), то есть здесь — описание Иоанном прошлого падения, но одновременно и пророчество о его грядущем возрождении, уже как Храма вселенского и духовного. Именно об этом будто бы идет речь в последних строчках главы, где «отверзся храм Божий на небе, и явился ковчег завета Его в храме Его», то есть совершается новое, космическое, небесное, вселенское богослужение. Упомянутые язычники в данном случае уже наверно не римляне, а враги Церкви. То, что они входят во двор, но не внутрь, говорит о том, что их попытка победить Церковь оказывается неуспешной.
Картина измерений типична для видений пророков, но в Ветхом завете оно производилось с разными целями; здесь — для сохранения, оно подобно сцене запечатления верных в 7-й главе, для защиты от бесовских ужасов; Храм является символом Церкви, народа Божьего. (В Иерусалимском храме, действительно, было 4 двора, и один из них действительно был «двором язычников», за пределы которого они не могли ступить под страхом смертной казни).

### Время, времена и полувремени
Цифры временных отрезков, называемых в главе (42 месяца, 1260 дней и 3,5 года), являются вариациями на одну и ту же тему: около 165 года до н. э., во время гонения Антиоха Епифана, Даниил предсказал, что гонения прекратятся через 3,5 года (Дан 7,25; 8,9-14, 12,7), что и случилось, так как восстание Иуды Маккавея освободило Храм к этому времени. Данный срок с той поры — три с половиной (три с половиной года или три срока и половина срока и т. д.) — становится символом временных испытаний, гонений, которым враги Божьи подвергают избранников.
Эти сроки повторятся и в 12 главе, где их назовут «время, времена и полвремени» (то есть год плюс два года плюс полгода).
Александр (Милеант), отмечая, что числа в Апокалипсисе надо понимать иносказательно, возможным объяснением этого срока называет то, что 3,5 года длилось земное служение Христа, столько же продолжались гонения императоров Нерона и Домициана.

### Два свидетеля
Имена Двух свидетелей — вестников конца, в пророчестве не названы, но употребляются эпитеты, что это «две маслины и два светильника». В Ветхом Завете, у пророка Захарии (Зах 4, 2-3, 11-14) две маслины и две золотые чашечки на светильнике обозначают царскую власть и власть священническую, то есть полноту мессианской власти. По Захарии это должны быть царь и первосвященник, первоиерарх, однако большинство толкователей полагает, что два свидетеля — это не царь и пророк, а Моисей и Илия. Другой вариант толкования называет вместо Моисея пророка Еноха, так как с ним связаны апокалиптические пророчества. Однако по Евангелиям Христу на Горе Фаворской были явлены именно Моисей и Илия, могущество которых напоминает способности Двух свидетелей повелевать стихиями, затворять небо, а также огонь, исходящий от их уст. Проповедь Церкви иллюстрируется двумя ветхозаветными персонажами, потому что раннехристианская проповедь действительно массово оперировала именно верхозаветным словарем, и Ветхий Завет с Новым неделимы.
Под Зверем из бездны, одерживающим временную победу, подразумевается Антихрист и его воплощение в абсолютной власти римского императора. Идея иллюстрации зверьми взята из пророка Даниила, который противопоставлял Царство Бога всем человеческим царствам, изображая человеческие царства в виде хищных животных, монстров. Бездна — древний библейский символ сатанинских сил.
Город, где гибнут Два свидетеля — на первый взгляд Иерусалим, но поскольку в нем находятся люди из разных народов, колен и языков, то это может быть Рим, тогда слова «Господь наш распят» надо понимать как распятую Церковь. Запрет на погребение тел, возможно, намек на репрессии 64 года, когда тела мучеников, погибших в Колизее и в садах Нерона, были сброшены в общие ямы, а не преданы достойному погребению. То, что Два свидетеля воскреснут — пророчество о том, что и Церковь воспрянет после гонений, пройдя через горнило испытаний и таким образом придя на небеса к Богу, вознесясь.
В этом отрывке идет речь о пришествии вестников Божиих перед окончательной битвой, так как идея о том, что перед наступлением Дня Господня Бог пошлет Своего специального вестника, была традиционной для иудеев. Малахия, например, называет этого вестника Илией: «Вот, Я пошлю к вам Илию пророка пред наступлением дня Господня» (Мал. 4,5). Весть, которую принесут Два свидетеля, будет мрачной, потому что они одеты в дерюгу, это будет весть осуждения; слушать их будет мукой, и люди возрадуются, когда их убьют. Одни богословы трактуют этот отрывок аллегорически, понимая Двух свидетелей как закон и пророков, или закон и благую весть, Ветхий и Новый Заветы; или же они видят в двух свидетелях картину Церкви. Но по мнению большинства толкователей — это конкретные пророки. Например, Енох и Илия, так как они оба не умерли, а взяты Богом (особенно Илия — в огненной колеснице). Существовало верование, что они пребывают до поры на небе, чтобы убить Антихриста (Тертуллиан, «О душе», 50). То, что это скорей всего Илия и Моисей — величайший пророк и величайший законодатель в истории Израиля.
После своего убийства Антихристом свидетели будут валяться непогребенными на улице три с половиной дня, а потом воскреснут, и на глазах у всех будут забраны на небо, повторяя неким образом Огненное восхождение пророка Илии. Одновременно с этим произойдут стихийные бедствия, многие погибнут, а остальные уверуют — и, что удивительно, неверующие будут обращены к Церкви жертвенной смертью этих Двух свидетелей, а также прощением Бога. Это аналог истории Распятия и Воскресения Христова.

### Царство Господне
После звуков Седьмой трубы царство мира сего стало Царством Господа нашего — произошла трансформация мира, его превращение. Это завершается благодарственной песнью старцев и ангелов. Происходит космическая литургия: открылся Храм Божий, уже не на земле, а на небе, и это потрясает всю вселенную, и «произошли молнии и голоса, и громы и землетрясение и великий град». На этом кончается та часть «Книги Откровения», которая посвящена начальным судьбам Церкви в Иерусалиме.
Этот отрывок, по мнению толкователей, вызывает затруднения, так как создается впечатление, что наступила окончательная победа, хотя это всего лишь половина книги. На самом деле тут просто дается краткий обзор всего, что должно будет произойти. Тут предсказываются следующие моменты: победа, в которой царства земные станут царствами Господа (что возблагодарят старцы). Эта победа приведет к тому, что Бог примет свою верховную власть — то есть к Тысячелетнему царствию Божьему. В конце этого тысячелетнего срока произойдет новый, последний приступ враждебных сил. Когда они будут окончательно разбиты, случится последний суд.
А в последнем стихе читатель снова возвращается к настоящему: открывается видение небесного Храма и Ковчега Завета. Последний, в отличие от исторических времен, теперь открыт взору каждому — как и слава Господня отныне. Также это напоминание об особом завете Бога с народом, с верующими.

## Иконография
В иллюминированных рукописях и гравюрах сюжеты этой главы изображаются во многих подробностях, однако в других эпохах и жанрах она является непопулярной.